# Trevin Caesar
Trevin Shonari Caesar es futbolista profesional trinitense que juega como delantero en el club Sacramento Republic de los Estados Unidos y en la selección de fútbol de Trinidad y Tobago.

## Carrera
Trevin Cesar hizo su debut en 2011 en el club Ma Pau Se en el cual jugó un año después fue llevado al Caledonia AIA donde ganaron el Campeonato local en 2012 y 2013 después en 2014 es traspasado a la Major League Soccer campeonato de fútbol de los Estados Unidos al club San Antonio Scorpions y en 2015 al Austin Aztex en 2016 es fichado en el Orange County Blues y más recientemente es comprado por el Sacramento Republic actualmente juega en este club.

## Clubes
| Club                  | País              | Años            |
| --------------------- | ----------------- | --------------- |
| Ma Pau Se             | Trinidad y Tobago | 2011            |
| Caledonia AIA         | Trinidad y Tobago | 2012 - 2013     |
| San Antonio Scorpions | Estados Unidos    | 2014            |
| Austin Aztex          | Estados Unidos    | 2015            |
| Orange County Blues   | Estados Unidos    | 2016            |
| Sacramento Republic   | Estados Unidos    | 2017 - presente |

## Participación Torneos Internacionales
| Torneo                          | Resultado        |
| ------------------------------- | ---------------- |
| Copa del Caribe de 2012         | Semifinales      |
| Copa del Caribe de 2014         | Semifinales      |
| Copa de Oro de la Concacaf 2015 | Cuartos de final |
| Copa del Caribe de 2016         | Fase final       |
| Clasificación Mundial 2018      | Hexagonal final  |